# نايف صالح البكري
نايف صالح البكري (و. 1975 -) هو سياسي يمني، عين وزيراً للشباب والرياضة في حكومة خالد بحاح في 14 سبتمبر 2015،  وكان قبلها محافظاً للمحافظة عدن منذ 20 يوليو 2015 حتى تاريخ تعيينه في الوزارة. حيث عين محافظاً لعدن بعد أن أنتهت معركة عدن وإخراج الحوثيين والقوات الموالية لعلي عبد الله صالح من المدينة. وعين رئيس مجلس قيادة المقاومة الشعبية الجنوبية بمدينة عدن

## المناصب
- وكيل محافظة عدن (- 20 يوليو 2015).
- محافظ محافظة عدن (20 يوليو - 14 سبتمبر).
- وزير الشباب والرياضة (14 سبتمبر - حالياً).
- عضو قيادي في تنظيم حزب الإصلاح اليمني (إخوان اليمن)
- عضو الائتلاف الوطني اليمني المناهض لـ المجلس الانتقالي الجنوبي